# Microcobitis misgurnoides
Microcobitis misgurnoides és una espècie de peix de la família dels cobítids i l'única del gènere Microcobitis.

## Morfologia
- Fa 4,1 cm de llargària màxima.
- 35-36 vèrtebres.[1][6]

## Reproducció
És ovípar i, probablement, es reprodueix de manera estacional a la natura. No ha estat possible la seua reproducció en captivitat fins al moment.

## Alimentació
Poc se sap de la seua dieta en estat salvatge, encara que se suposa que es nodreix de petits crustacis, larves d'insectes i d'altres invertebrats.

## Hàbitat i distribució geogràfica
És un peix d'aigua dolça (pH entre 5,5 i 7), bentopelàgic i de clima tropical (20–24 °C), el qual viu a Àsia: els estanys poc fondos, petits llacs i rierols de les terres baixes del centre del Vietnam i diversos afluents del riu Mekong a Laos.

## Amenaces
Els hàbitats que ocupa es troben dins de terres dedicades a un ús intensiu agrícola (principalment arrossars), la qual cosa, juntament amb la petita grandària de les masses d'aigua que habita i el fort impacte de l'agricultura en les zones del voltant, afavoreix que en qualsevol moment puguin ésser eliminats per l'activitat humana. A més, la seua petita mida fa que sigui també vulnerable a la depredació d'espècies més grosses que són introduïdes i criades en qualsevol massa d'aigua dolça (un costum habitual a nivell local). No gaudeix de cap mena de protecció oficial.

## Observacions
És inofensiu per als humans.